# Acmopolynema carinatum
Acmopolynema carinatum är en stekelart som beskrevs av Fidalgo 1989. Acmopolynema carinatum ingår i släktet Acmopolynema och familjen dvärgsteklar. Inga underarter finns listade i Catalogue of Life.